# Bajocco
Bajocco (plural bajocci) var ett mynt som präglades i Kyrkostaten omkring 1600 - 1867.
100 bajocci motsvarade 1 scudo, 1 bajocco motsvarade 5 quattrini. Bajocco förekom i olika valörer mellan 60 och 1/4 bajocco, de högre i silver och de lägre i koppar.